# C.C.ライダー
『C・C・ライダー』（ C.C. and Company ）は、1970年に公開されたアメリカ映画。

## あらすじ
暴走族「ザ・ヘッド」にはCCと名乗る凄腕の新入りがいた。ある日グループがファッションライターのアンを襲おうとしたのを、CCが力ずくで止めたため、ザ・ヘッドのリーダームーンとCCの仲が険悪になる。その後、ムーンはCCからモトクロス賞金を奪うなど横暴な態度を強める。CCはアンとの恋が進展したこともあって、ムーンと決別することにした。だがそれを察したムーンはアンを誘拐し、CCを脅迫する。CCはムーンに対し、命をかけたレース対決を挑む。

## キャスト
- C・C：ジョー・ネイマス
- アン：アン・マーグレット
- テダ・ブラッキ
- ジェニファー・ビリングスリー
- ムーン：ウィリアム・スミス
- ドン・シャスティン

## 備考
C・Cを含む暴走族たちを演じたのは、当時ニューヨーク・ジェッツというプロ・フットボール・チームの現役選手であった者たちである。